# امه کلاریون
اِمه کلاریون (فرانسوی: Aimé Clariond‎؛ ۱۰ آوریل ۱۸۹۴ – ۱ ژانویهٔ ۱۹۵۹) بازیگر اهل فرانسه بود.
از فیلم‌ها یا برنامه‌های تلویزیونی که وی در آن نقش داشته است، می‌توان به آقای ونسان، کنت دو مونت-کریستو و لوکرتزیا بورجیا اشاره کرد.